# Ari Haavio
Heikki Kaarlo Ari Haavio, född 13 april 1932 i Saarijärvi, är en finländsk sociolog.
Haavio blev filosofie doktor 1965. Han var 1966–1970 docent i religionssociologi vid Åbo universitet och 1970–1995 biträdande professor i sociologi. Han har undersökt bland annat de religiösa rörelserna, i Evankelinen liike (1963), Suomen uskonnolliset liikkeet (1963) med fler arbeten.